# ファーストフード
- ファストフード

ファーストフード（またはファストフード〈仮名表記も参照〉、英: fast food）とは、短時間で調理、あるいは注文してからすぐ食べられる手軽な食品や食事のこと。料理と共に提供している外食産業について記述する。なお、「ファスト」（fast・ファスト）は「迅速な」を意味する英単語、「第一の」の意味（first・ファースト）ではない。
イギリス英語ではfastは「fάːst」「ファースト」なので、イギリス発音では「ファーストフード」である

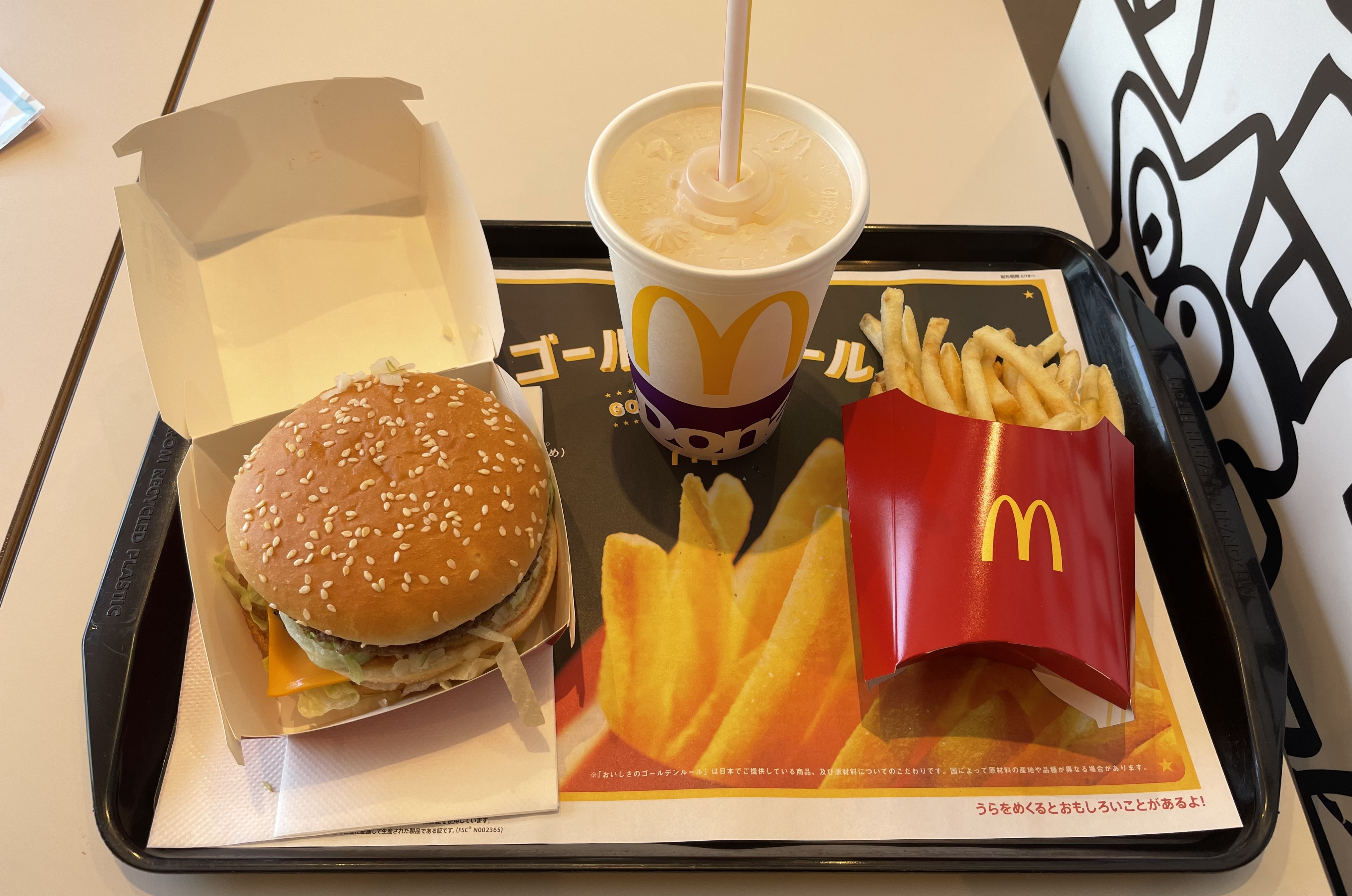
典型的なファストフードのメニュー（写真はマクドナルドで販売されているビッグマックセット）

## 各地の様子

### アメリカ合衆国

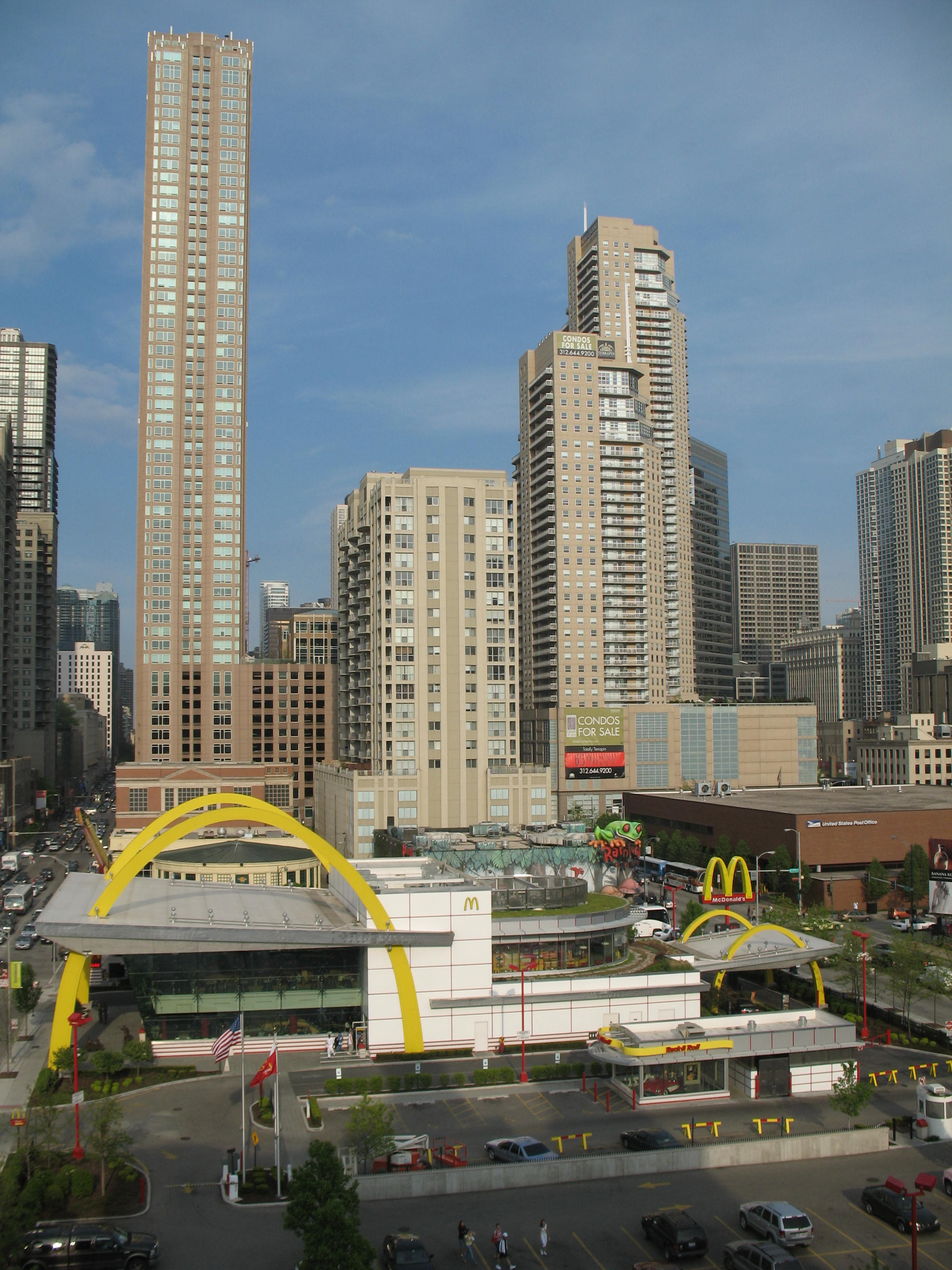
ドライブスルー

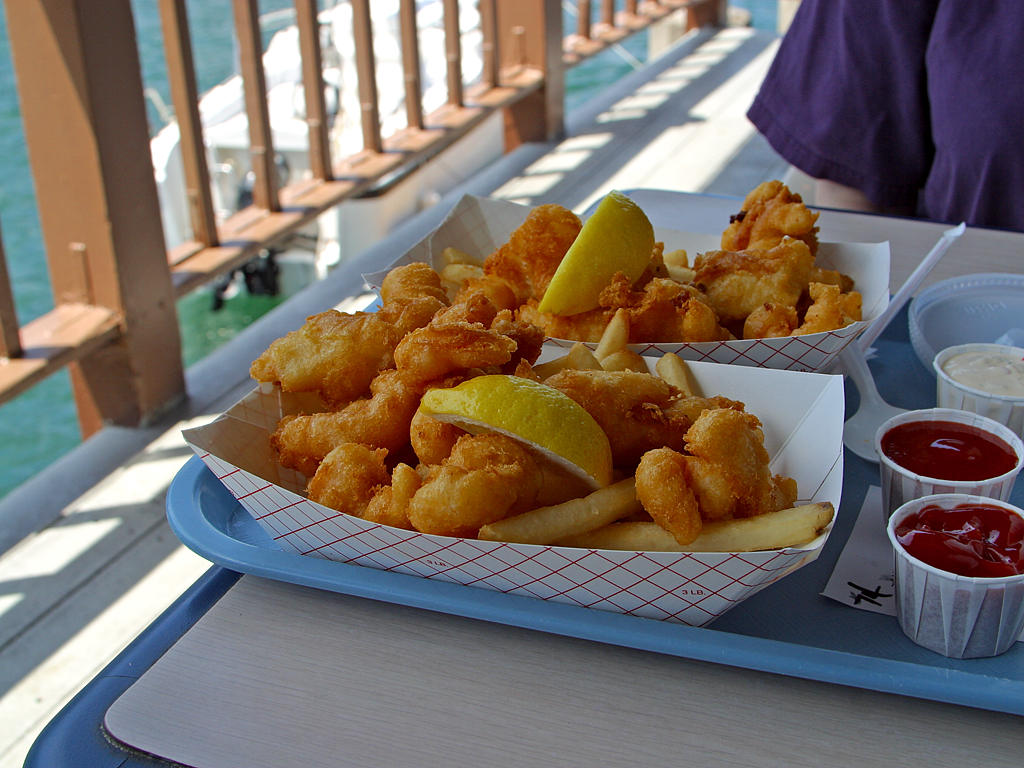
フィッシュ・アンド・チップス

食文化は、民族、地域によって異なるため、それらの枠を越えて広がるには時間がかかる。それどころか、全く伝播しないことさえある。米国は多民族国家で広大な国土を有するため、民族、出身国、人種、国内での地域差などで分かれる食文化の枠を越えなければ、大きなビジネスにはならない宿命があった。
アメリカにおけるファストフードは、国内における民族・地域の枠を越えて民族横断的に受け入れられる味付けであったことに加え、エンゲル係数が高かった時代に「安価」であったことが最大の武器となって広まった。中産階級においては、安価であることよりも、手軽に食べられ、食物エネルギーが大きいファストフードは、労働効率を上げる食事として受け入れられていった。ハンバーガー、ホットドッグ、フライドチキン、サンドイッチ、ピザなど、種類ごとに「フードチェーン」があらわれ大企業化していった。
第二次世界大戦後、チェーン店が本格的に外国に展開し始めた。しかし、アメリカのノウハウそのままで海外進出した場合、為替の問題でファストフードはかなり「高額」な食事になってしまった。特に、牛肉食の文化があまりない国に出店する際は、材料の入手でさらにコストが上がり、「ファストフード = 富裕層の食事」という、アメリカ国内では考えられない図式で導入されることとなった。
海外進出初期においては「安価」ではないファストフードであったが、「アメリカ資本」の「巨大フードチェーン」の進出は、競争力のないそれぞれの国の国内産業を圧迫するとともに、米国の文化侵略の象徴とみなされ、出店規制が行われることが多々見られた。
健康に関する知識の疎い貧困層ほど食事に占めるファストフードの比率が高く、その為に貧困層ほど肥満になりやすい事が報告されている。また調理に時間がかからず、安価な点からファストフードを選ばざるを得ない事情があるという。

### ヨーロッパ
自国産業を保護する政策が強く、巨大資本のアメリカ系企業に規制がかけられている国がある。特にフランスでは、アメリカ資本のファストフードチェーンは少ない。しかし、国内企業のファストフードチェーンや、個人経営に近いファストフード系の店は見られ、フィッシュアンドチップス、チキンアンドチップス、パニーノ、グレック（ケバブサンド）、シシカバブのほか、新興のスパイスバッグのような、アメリカとは異なった種類のファストフードも見られる。
アメリカの主導するグローバリズムの象徴としてファストフードが取り上げられる場合もあり、反グローバリズム、スローフード、フェアトレードなどの、経済論理と文化論が混ざった「反ファストフード運動」が見られる。

### 日本

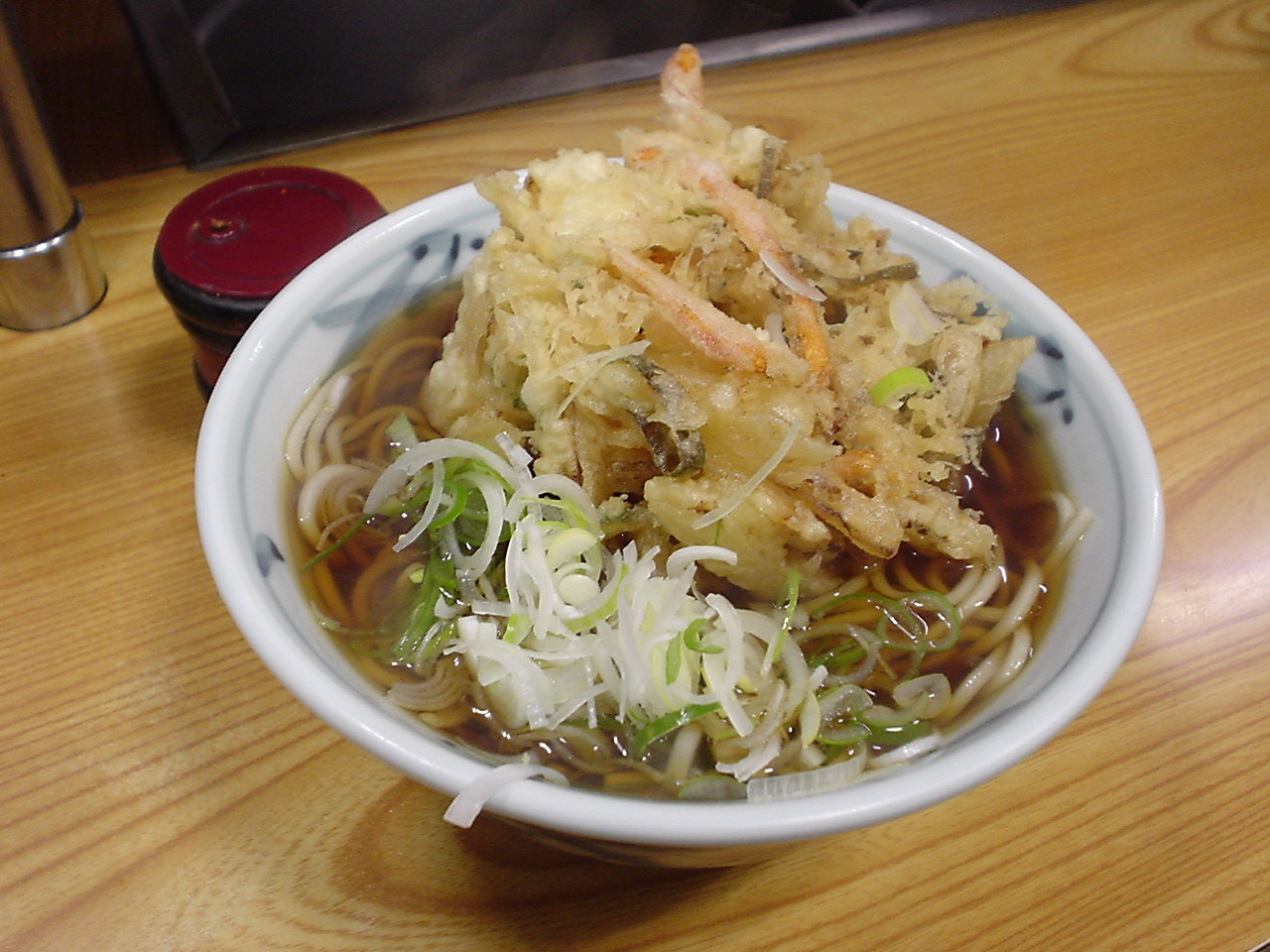
立ち食い蕎麦（上に乗っている具材はかき揚げとネギである）

江戸時代には、蕎麦、うどん、天ぷら、寿司、おでん、うなぎ、串焼きなどが、街中を流す屋台で手軽に素早く食べられる料理として売られていた。
アメリカ式のファストフードは、1970年代初頭に日本に流入した。1970年に英国のウインピーをはじめ、ケンタッキーフライドチキン、ドムドムハンバーガー、1971年にマクドナルド、ミスタードーナツ、1972年にロッテリア、モスバーガーが出店を開始した。なお、米軍統治下の沖縄県では、1963年に北中城村にA&Wの1号店が開店している。なおモスバーガーは他のハンバーガーチェーン店と形態は似通っているが、注文を受けて調理することなどから、ハンバーガーレストランに分類され、ファストフード店には該当しないという解釈もある。
日本には、立ち食いそばなどの古くからの食べ物や、アメリカから伝来したハンバーガーやチキンのほかにも、牛丼、ラーメン、カレーライスなど、近代になってから日本で嗜好されるようになった食べ物も、チェーンストアを展開している。ファミリーレストラン、定食屋、回転寿司、セルフうどんのように店内で飲食するものから、手軽な弁当、菓子パン、惣菜まで、軽食産業は広がっている。
ファストフードは「安さ」が売りのひとつである。経営者が人件費を下げる必要性に迫られる場合が多い。そのためスキルを必要としない経営が行われ、簡易またはマニュアル化された手順書を用意し、常用社員ではなく非正規雇用者を雇用し、主婦や学生などをパートタイムで雇用し、自社工場または協力企業で製造した冷凍食品を、各店舗へ輸送し、電子レンジで調理して客へ出す事が多い。

### 中華圏

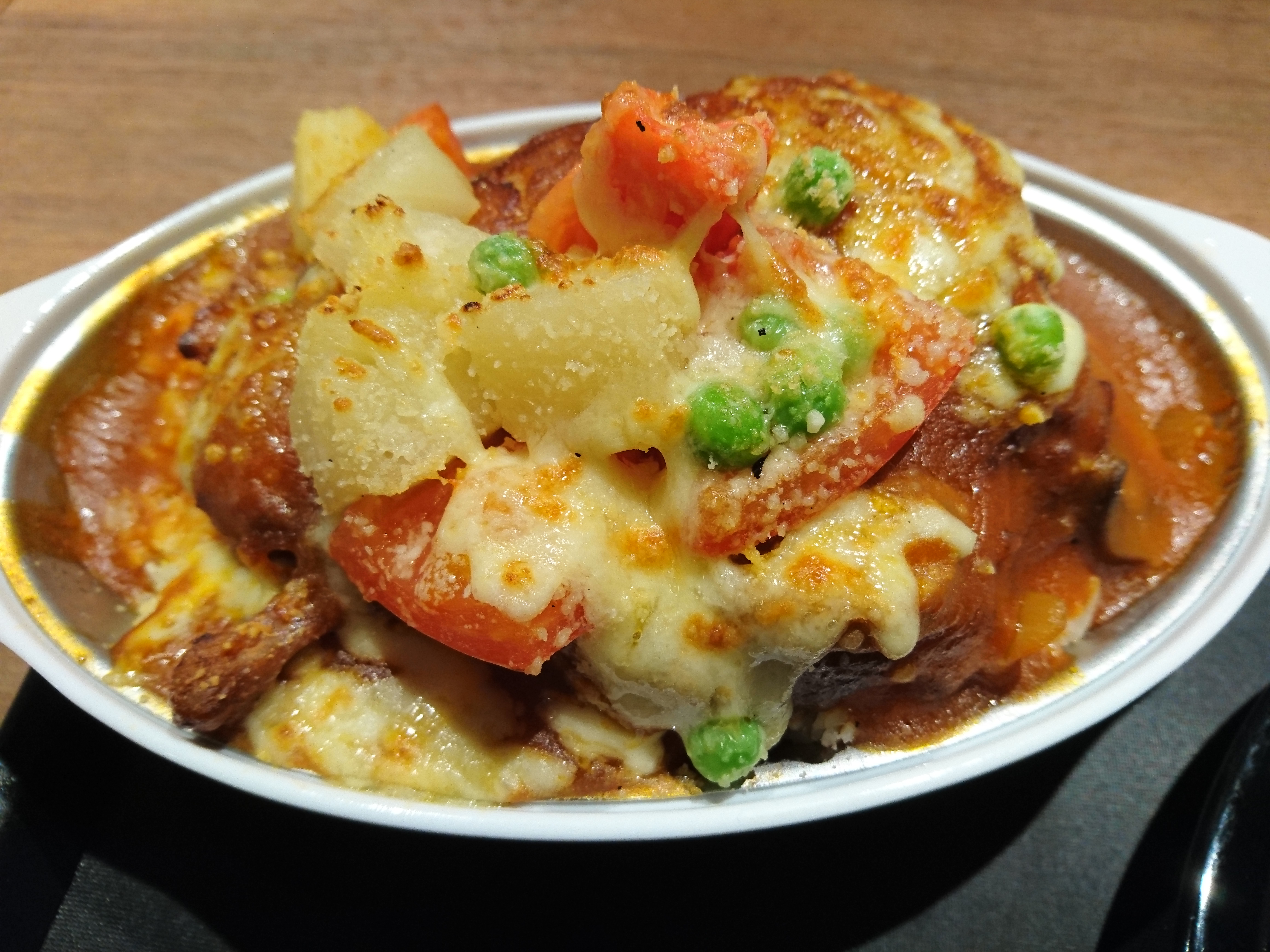
香港式ファストフードの一つである焗豬扒飯

中国語でファストフードは「快餐（クワイツァン、kuàicān）」と呼ばれる。もともと中華料理には、炒飯や麺類を始めとする小吃、および餃子やちまきを始めとする点心といったファストフードの性格を持つ料理があり、夜市や茶餐廳などを通じて提供されてきた。夜市の盛んな台湾では今でも様々な台湾小吃が存在する。また、生活スタイルの変化やアメリカ式のファストフードが流入し始めたことにより、香港では1970年代以降「香港式ファーストフード（港式快餐）」と呼ばれる独自のファストフード文化が発達した。
中国大陸では1980年代に始まった改革開放政策の結果、ケンタッキーフライドチキンやマクドナルドなどの世界的ファストフード店が経済特区や北京・上海などの大都市から出店を始め、すでに内陸の地方都市にまで普及している。欧米のチェーン店についで、台湾資本の豆乳を売り物にするファストフード店が人気を集めるようになると、中華料理を基本にしたファストフードチェーンも種々オープンするようになった。トレーに中華料理を盛って食べさせる定食屋などにも「快餐」の看板が掲げられている。最近では台湾風のおにぎりチェーンや、日式のラーメン店やカレーライスの店などにも人気が出ている。
2010年、中国料理協会は中国大陸におけるファストフード企業上位50社のリストを発表した。調査によれば、上位5社はヤム・ブランズ（現ヤム中国）、マクドナルド、ディコス、味千であった。

## 健康問題
2003年の世界保健機関（WHO）の報告書は、ファストフードは肥満と関連すると報告している。2007年の世界がん研究基金による報告書は、がん予防のためにファストフードの摂取を控えめにすべきだとしている。アメリカでは、マクドナルドやペプシコなど11の主要なメーカーが、12歳以下の子どもにファストフードなどの広告をやめることで合意している。
2009年に台湾政府は、ファストフードなど不健康な食べ物に特別に課税する方針。食生活の改善と肥満低下を目的としている。同国では、肥満の子供が四人に一人以上になっており肥満問題が取り上げられている。
米国でも問題となっており、米成人の実に3分の2が肥満となっており医療費支出は900億ドルを超える。
妊娠前にファストフードを頻繁に食べた場合、糖尿病罹患リスクが増大することが報告されている。

## 仮名表記
「fast food」の仮名表記では表記ゆれが生じており、主に「ファストフード」と「ファーストフード」の2種類が使用されている。

### 実態調査
NHK放送文化研究所が2002年度（平成14年度）に行った調査では、「ファーストフード」と言う回答者が72%を占めた。しかし2010年に街頭インタビューを行ったところ、若者の中に「ファストフード」を使う人も多くいた。以前は「ファーストフード」と言っていたが、"速い"という意味で『ファストフード』を意識するようになったという回答もあった。
一方、より新しい語である「fast fashion」は「ファストファッション」とするのが一般的である。

### 辞書
広辞苑（第6版）、明鏡国語辞典（第2版）、ジーニアス和英辞典（第2版）の見出し語では「ファーストフード」が用いられている。
大辞林（第4版）、新明解国語辞典（第8版）、スーパー・アンカー英和辞典（第5版）の見出し語では「ファストフード」が用いられている。

### マスメディア
日本のマスメディアでは「fast」を「ファスト」と発音、表記することに決めているため、共同通信社をはじめとする大手通信社、日本新聞協会、NHKと日本民間放送連盟では「ファストフード」を統一表記としている。「速い」を意味する「fast」を「ファスト」、「第一」を意味する「first」を「ファースト」と言い分けることで、カタカナ化された外来語の意味の混乱を回避しているとの説明もある。

### 政府機関
厚生労働省の公式サイト内では統一されておらず、「ファーストフード」と「ファストフード」のどちらも用いられている（2019年11月現在）。

### 英国式と米国式
「fast」の英国での発音は[fɑːst]であり「ファースト」に近いが、「fast food」の概念の由来元である米国での発音は[fæst]であり「ファスト」に近い。

### メディアミックス
2020年放送の『トミカ絆合体 アースグランナー』ではハンバーガーショップ「マクドネル」が登場し、翌年の『マジカパーティ』ではコーヒーショップ「スターマックス」が登場した。なお、登場したメニューは以下の通りとなっている。

#### マクドネル
登場作品:トミカ絆合体 アースグランナー
ハンバーガー
- ハンバーガー
- チーズバーガー
- チキンバーガー
- フィッシュバーガー
- ベーコンバーガー
- デラックスバーガー

ホットドッグ
- ホットドッグ
- チーズドッグ
- チリドッグ
- サルサドッグ

フライドポテト
- フライドポテトM
- フライドポテトL

ドリンク&デザート
- バニラアイス
- チョコレートアイス
- ストロベリーアイス
- コーラ
- アイスティー
- オレンジジュース

サラダ
- グリーンサラダ
- コーンサラダ
- チキンサラダ

#### スターマックス
登場作品:マジカパーティ
ドリンク
- コーヒー
- カプチーノ
- エスプレッソ
- ホットココア
- カフェ・ラテ
- カフェ・モカ
- キャラメルラテ
- アイスカフェ・ラテ
- コーラ
- アイスティー
- オレンジジュース

サンド
- ハムチーズサンド
- チキンサンド
- ローストビーフサンド
- ツナサンド
- ベジタブルサンド

デザート
- チーズケーキ
- クロワッサン
- カップケーキ
- ワッフル
- チュロ